# Draft NFL 1938
Il Draft NFL 1938 si è tenuto il 12 dicembre 1937 all'Hotel Sherman di Chicago.

## Primo giro
|  | = Hall of Famer |

| Scelta | Squadra             | Giocatore             | Ruolo  | College            |
| ------ | ------------------- | --------------------- | ------ | ------------------ |
| 1      | Cleveland Rams      | Corbett Davis         | Back   | Indiana University |
| 2      | Philadelphia Eagles | Jim McDonald          | Back   | Ohio State         |
| 3      | Brooklyn Dodgers    | Boyd Brumbaugh        | Back   | Duquesne           |
| 4      | Pittsburgh Pirates  | Byron "Whizzer" White | Back   | Colorado           |
| 5      | Chicago Cardinals   | Jack Robbins          | Back   | Arkansas           |
| 6      | Detroit Lions       | Alex Wojciechowicz    | Centro | Fordham            |
| 7      | Green Bay Packers   | Cecil Isbell          | Back   | Purdue             |
| 8      | New York Giants     | George Karamatic      | Back   | Gonzaga            |
| 9      | Washington Redskins | Andy Farkas           | Back   | Detroit            |
| 10     | Chicago Bears       | Joe Gray              | Back   | Oregon State       |

## Hall of Fame
All'annata 2013, due giocatori della classe del Draft 1938 sono stati inseriti nella Pro Football Hall of Fame:
- Alex Wojciechowicz, Centro da Fordham scelto come sesto assoluto dai Detroit Lions.

Induzione: Professional Football Hall of Fame, classe del 1968.
- Frank Kinard, Offensive Tackle da Ole Miss scelto nel terzo giro (18º assoluto) dai Brooklyn Dodgers.

Induzione: Professional Football Hall of Fame, classe del 1971.